# Rue Boutarel
Rue Boutarel je ulice na ostrově sv. Ludvíka v Paříži.

## Poloha
Ulice spojuje Quai d'Orléans a Rue Saint-Louis-en-l'Île a je orientována z jihu na sever.

## Historie
Ulice byla pojmenována po Boutarelovi, tehdejším majiteli pozemků, na kterých vznikla. Byla otevřena v roce 1846 pod názvem Passage Boutarel jako soukromá ulice. Policejní vyhláškou z 21. července 1847 byl umožněn veřejný průchod a výška jejích budov byla stanovena na 14,62 m.

## Významné stavby
- dům č. 1: v letech 1927–1965 zde žil malíř André Dignimont (1891–1965)